# Село Радовци, борци пали у ратовима од 1912. до 1918. године
Списак бораца из села Радовци, Општина Пожега, погинулих и умрлих у Балканским и Првом светском рату преузет је из књиге „Пожега и околина”, објављене 1978. године.
Подаци за подручје Пожеге прикупљани су у периоду 1976–1977. године преко матичних књига умрлих, спомен-плоча, крајпуташа, као и разговора са преживелим борцима и појединим грађанима који су по сећању могли да дају податке, уз напомену да спискови могуће да нису потпуни, због временске дистанце и недостатка поузданих извора.

## Списак
1. Аврамовић П. Јанко
2. Аврамовић Г. Божидар
3. Вуковић М. Милан
4. Вуковић Г. Живко
5. Вуковић 3. Милан
6. Ђоловић М. Михаило
7. Ђоловић Радосав
8. Ђоловић М. Иван
9. Ивановић А. Милојко
10. Јордовић Н. Миљко
11. Јордовић Н. Љубомир
12. Јордовић М. Митар
13. Јордовић П. Сретен
14. Јордовић С. Анђелко
15. Јордовић С. Дамљан
16. Крунић Ј. Момир
17. Крунић Л. Добросав
18. Марјановић Светозар
19. Марјановић Милосав
20. Марјановић Вићентије
21. Марјановић Лазар
22. Марјановић М. Илија
23. Марјановић Ж. Крсман
24. Марјановић М. Драгомир
25. Марјановић Јован
26. Марјановић Ж. Бранислав
27. Марјановић Ж. Илија
28. Миливојевић Петар
29. Миливојевић Влајко
30. Миливојевић Ј. Радоје
31. Милинковић Ђунисије
32. Милинковић М. Јован
33. Милинковић М. Михаило
34. Милићевић Д. Сретен
35. Милићевић М. Периша
36. Николић К. Срећко
37. Обрадовић С. Вељко
38. Обрадовић С. Раде
39. Пановић Л. Давид
40. Пановић Л. Михаило
41. Перишић А. Видоје
42. Продановић М. Владимир
43. Станишић Јанко
44. Тошић Јовић[1]